# حضارة القدور الجرسية

التوزيع العام وتحركات ثقافات بيل بيكر

حضارة القدور الجرسية أو حضارة القدور، هي حضارة أثرية سميت نسبةً لأوعية الشرب التي تحاكي شكل الجرس المقلوب، والتي كانت مستخدمة في بداية العصر البرونزي الأوروبي. وقد نشأت نحو 2800 قبل الميلاد، واستمرت في أوروبا القارية حتى 2300 قبل الميلاد، وتلتها حضارة أونيتيسه في بريطانيا حتى عام 1800 قبل الميلاد. كانت هذه الحضارة منتشرة في جميع أنحاء أوروبا الغربية، من مناطق متعددة في أيبيريا والمواقع التي تواجه شمال أفريقيا ممتدةً إلى سهول الدانوب، وجزر بريطانيا العظمى وأيرلندا، بالإضافة إلى جزيرتي صقلية وسردينيا.
تتبع حضارة القدور الجرسية لحضارة الخزف المحزم ولحضارة القدور القمعية في شمال وسط أوروبا. صاغ بول راينيكي اسمها في عام 1900 Glockenbecher بسبب أشكال القدور المميزة، أما المصطلح الإنجليزي Bell Beaker فقد قدمه جون أبركرومبي في عام 1904.
في مرحلتها المبكرة، يمكن اعتبار أن حضارة القدور الجرسية في الغرب قد عاصرت حضارة الخزف المحزم وسط أوروبا. من عام 2400 قبل الميلاد، توسعت شعوب حضارة القدور الجرسية شرقًا على حساب حضارة الخزف المحزم. في أجزاء من وسط وشرق أوروبا – وصولًا إلى شرق بولندا- هناك تسلسل من حضارة الخزف المحزم إلى حضارة القدور الجرسية.
تمثل هذه الفترة فترة من التفاعل الثقافي في أوروبا الغربية والأطلسية، تلت فترة طويلة من العزلة النسبية خلال العصر الحجري الحديث.
في مرحلتها المتقدمة، لا يجب اختزال فهم حضارة القدور الجرسية عبر مجموعة من المصنوعات اليدوية المميزة فحسب، إذ كانت ظاهرة حضارية معقدة تتضمن أعمال معدنية من النحاس والذهب وأسلحة الرماية وأنواع محددة من الزخارف، كما (يفترض أنها) تشاركت بأفكار إيديولوجية وثقافية ودينية. كانت هناك مجموعة واسعة من التنوع الإقليمي ضمن حضارة القدور الجرسية المتأخرة، خاصةً في أساليب الدفن المحلية (بما في ذلك حرق الجثث بدلاً من الدفن)، وأنماط السكن، والوضع الاقتصادي، والأواني الخزفية المحلية (Begleitkeramik).

## المنشأ
استُخدم مصطلح القدور الجرسية لوصف نوع من المصنوعات اليدوية في بداية القرن العشرين، إلا أن الاعتراف بحضارة القدور الجرسية الأثرية كان مثار جدل لوقت طويل. إذ كان انتشار هذه الحضارة أحد الأسئلة الرئيسية في النقاش حول الهجرة مقابل الانتشار الثقافي في علم آثار القرن العشرين، فقد وصف هذا الانتشار الثقافي بشكل مختلف على أنه بسبب الهجرة، وربما لمجموعات صغيرة من المحاربين أو الحرفيين أو التجار، أو بسبب نشر الأفكار وتبادل الأدوات. وفسر جوردون تشايلد وجود مصنوعاتها المميزة على أنها مدخل «للمبشرين» الذين انتشروا من أيبيريا على طول ساحل المحيط الأطلسي، لنشر المعرفة بتعدين النحاس. وقدم ستيفن شنان تفسيرًا لهذه القطع الأثرية على أنها تنتمي إلى نخبة ثقافية متنقلة فرضت نفسها على السكان الأصليين الأدنى منزلةً. وفهم زانغمايستر (1972) شعوب القدور الجرسية بشكل مشابه على أنها مجموعات صغيرة من التجار والحرفيين كثيري التنقل. وقد استخدم كريستيان شترام (1995) مصطلح «ظاهرة القدور الجرسية» (Glockenbecher-Phänomen) كحلٍ وسطي من أجل تجنب مصطلح «حضارة». ولا تتوزع قطع القدور الجرسية الأثرية –على الأقل في المرحلة المبكرة- على مناطق متجاورة كما هو معتاد بالنسبة للحضارات الأثرية، ولكنها توجد في تجمعات معزولة تنتشر في جميع أنحاء أوروبا. مثلما لا يرتبط وجود هذه القطع بنوع مميز من العمارة أو عادات الدفن. ومع ذلك، يبدو أن حضارة القدور الجرسية تشكل حضارة أثرية متماسكة في مرحلتها المتأخرة.
تابعت تحليلات أحدث لـ «ظاهرة القدور الجرسية»، نُشرت منذ العقد الأول من القرن الحادي والعشرين، في وصف منشأ «ظاهرة القدور الجرسية» على أنها ظهرت من تراكب مجموعة من العناصر، وتمثل «فكرة وأسلوبًا يوحد مناطق مختلفةً ذات تقاليد وخلفيات ثقافية مختلفة» وقد تمكنت دراسات علم الوراثة الأثري في 2010 من حل مسألة «الهجرة مقابل الانتشار الثقافي» إلى حد ما. فإن الدراسة التي قام بها أولالد وآخرون (2017) وجدت «تقاربًا وراثيًا محدودًا» بين الأفراد المرتبطين بهذه الحضارة في أيبيريا ووسط أوروبا، ما يشير إلى أن الهجرة لعبت دورًا محدودًا في انتشارها المبكر. ومع ذلك، فقد وجدت الدراسة نفسها أن النشر الأبعد لحضارة القدور المتقدمة مرتبط بشكل كبير بالهجرة. وينطبق هذا خاصةً على بريطانيا، حيث أدخل انتشار حضارة القدور مستويات عالية من السلف المرتبط بالسهوب، الأمر الذي أدى إلى تحول شبه كامل في الحوض الجيني المحلي خلال بضعة قرون، إلى نقطة استبدال نحو 90٪ من الأنساب العائدة إلى العصر الحجري الأوسط.
يرجع أصل أدوات «القدور الجرسية» نفسها إلى أوائل الألفية الثالثة، وقد وجدت أمثلة مبكرة لتصميم القدر الجرسي «البحري» في مصب نهر تاجة في البرتغال، إذ يعيد الكربون المشع تاريخها إلى نحو القرن الثامن والعشرين قبل الميلاد. ويقال إن فكرة القدور الجرسية البحرية ترجع إلى قدور Copoz الصغيرة والأقدم التي كانت تحمل زخارف غائرة، والتي وجدت على نطاق واسع حول مصب نهر تاجة في البرتغال. ويرى تورك أسلافًا لهذه القدور في نهاية العصر الحجري الحديث في شمال إفريقيا، إذ يجادل أن النمط البحري قد ظهر نتيجة التواصل البحري بين أيبيريا والمغرب في النصف الأول من الألفية الثالثة قبل الميلاد. فيبدو أن قدور «إيه أو أو» (المزخرفة بالكامل) و«إيه أو سي» (المحزمة بالكامل) تطورت باستمرار من فترة ما قبل القدور في منطقتي الراين الأدنى وبحر الشمال، وهذا على الأقل في شمال ووسط أوروبا.
وقد خلص هايد ((1998 إلى أن حضارة القدور الجرسية كانت دخيلةً على جنوب ألمانيا والتي كانت معاصرةً لحضارة الخزف المحزم المحلية. وعلى العكس من ذلك، يبدو أن طقوس الدفن التي طبعت مواقع حضارة القدور الجرسية كانت دخيلة على أوروبا الغربية، إذ كانت قادمة من أوروبا الوسطى. إن طرق الدفن الفردية، إذ كان يدفن الفرد وفوقه كومة من التراب والحجر ومعه أسلحته، تتناقض بشكل ملحوظ مع التقاليد السائدة في العصر الحجري الحديث حيث كان الدفن جماعيًا ودون أسلحة في أوروبا الغربية والأطلسية. وتعود هذه الترتيبات لتقاليد حضارة الخزف المحزم.

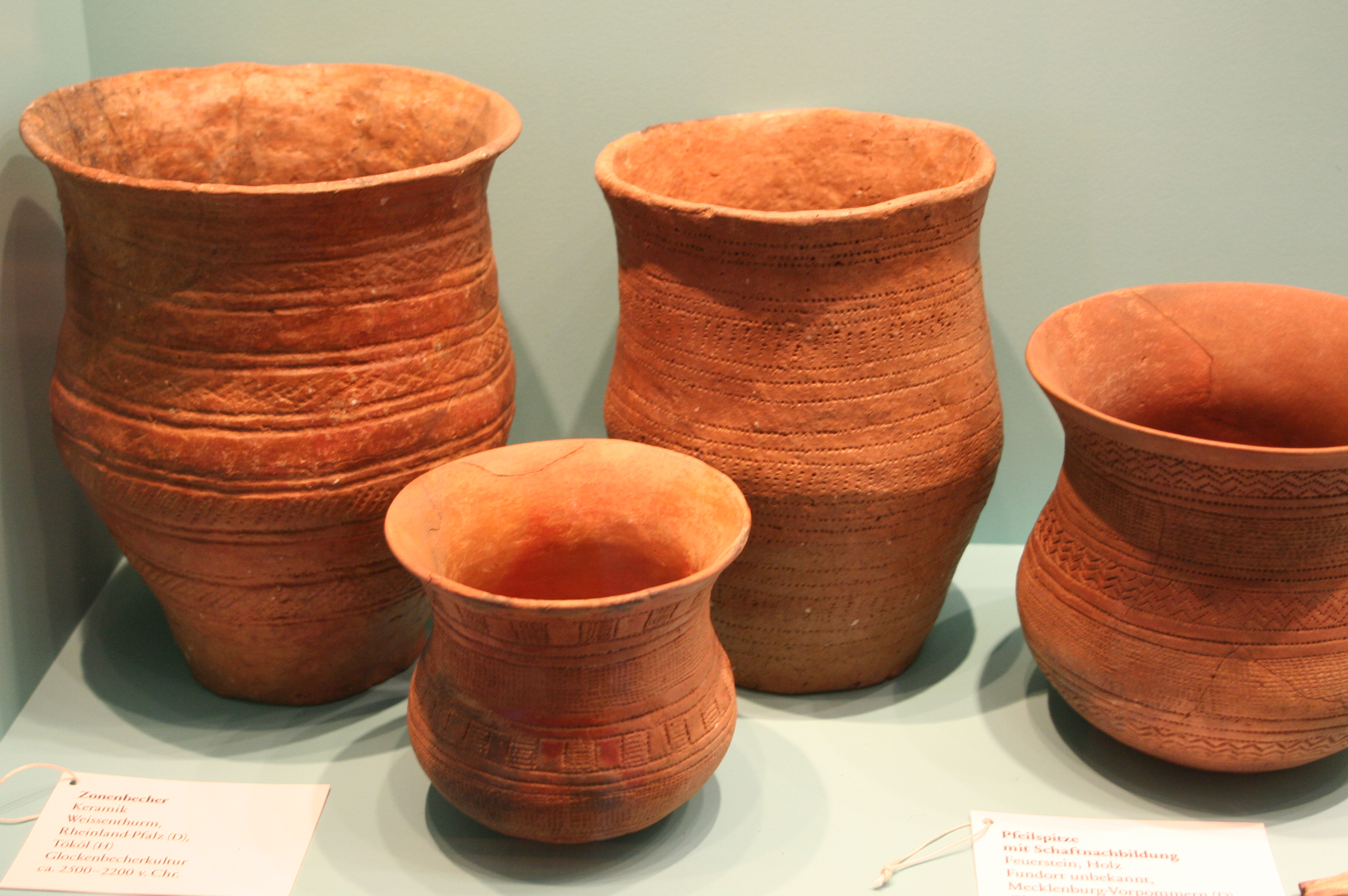
قدور جرسية في متحف برلين